# Němý výkřik
Němý výkřik (orig. The Silent Scream) je americký film ukazující průběh interrupce dvanáct týdnů starého plodu zachycený pomocí ultrazvuku. Film v roce 1984 vydal Bernard Nathanson, původně gynekolog – specialista na interrupce a jeden z nejvýznamnějších pro-choice aktivistů v USA, později vášnivý odpůrce interrupcí.
Film je populárním materiálem rozsáhle používaným pro-life aktivisty v jejich kampani proti interrupcím, a tímto způsobem dosáhl celosvětového rozšíření.
V roce 1985 prohlásil odborný panel svolaný na popud Planned Parenthood, vedoucího amerického poskytovatele interrupcí, video za „zaplavené vědeckými, lékařskými a právními nepřesnostmi, zavádějícími prohlášeními a nadsázkami.“